# Biobaterie

O biobaterie lemon cell este alcătuită din doi electrozi din metale diferite ca o monedă sau fir din cupru wire și un ac galvanized (zinc coated) uniți cu o punte de sare (de examplu o lămîie, un cartof sau hârtie imbibată cu apă sărată).

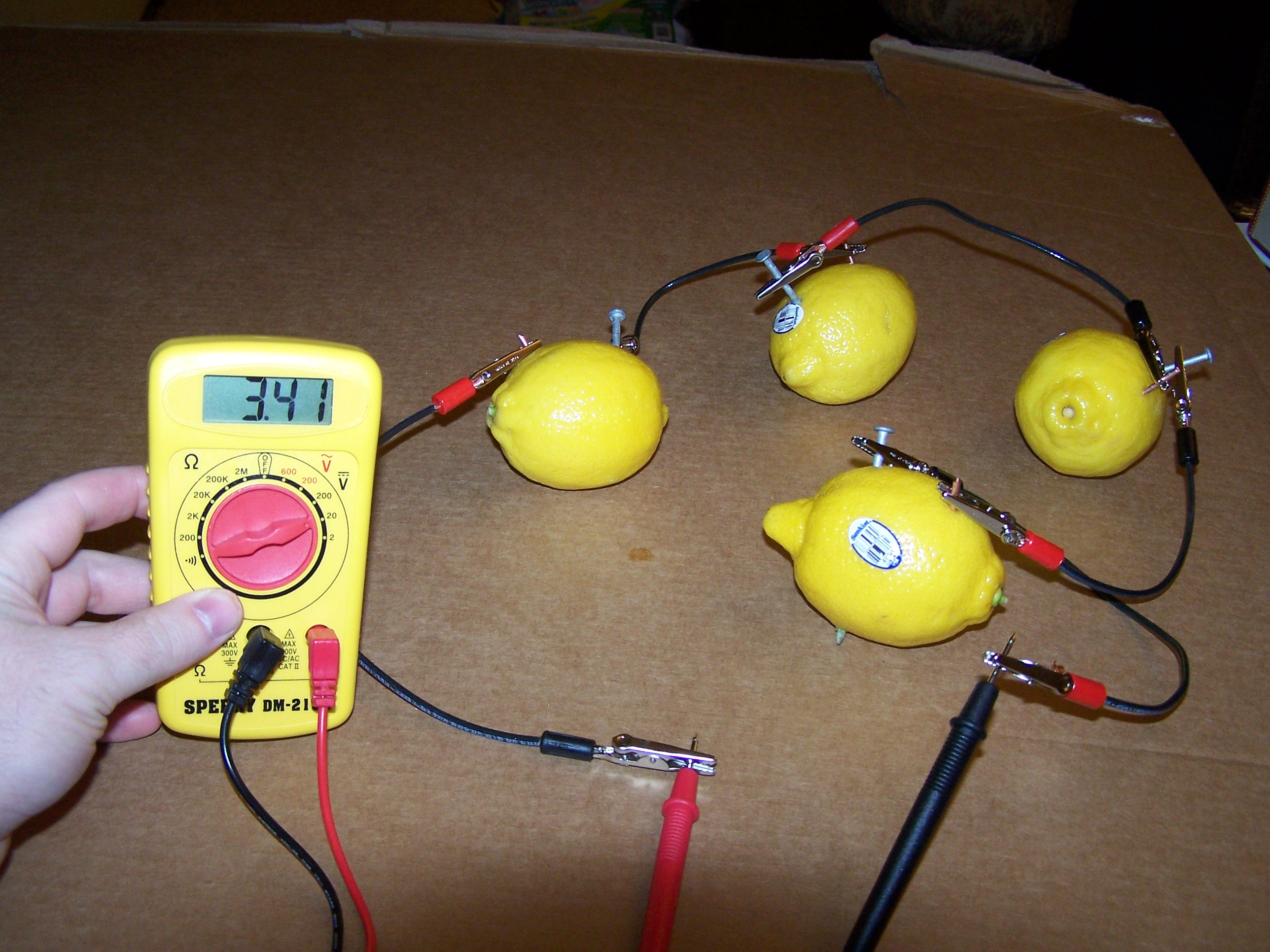
Circuit constînd din patru lămîi in serie

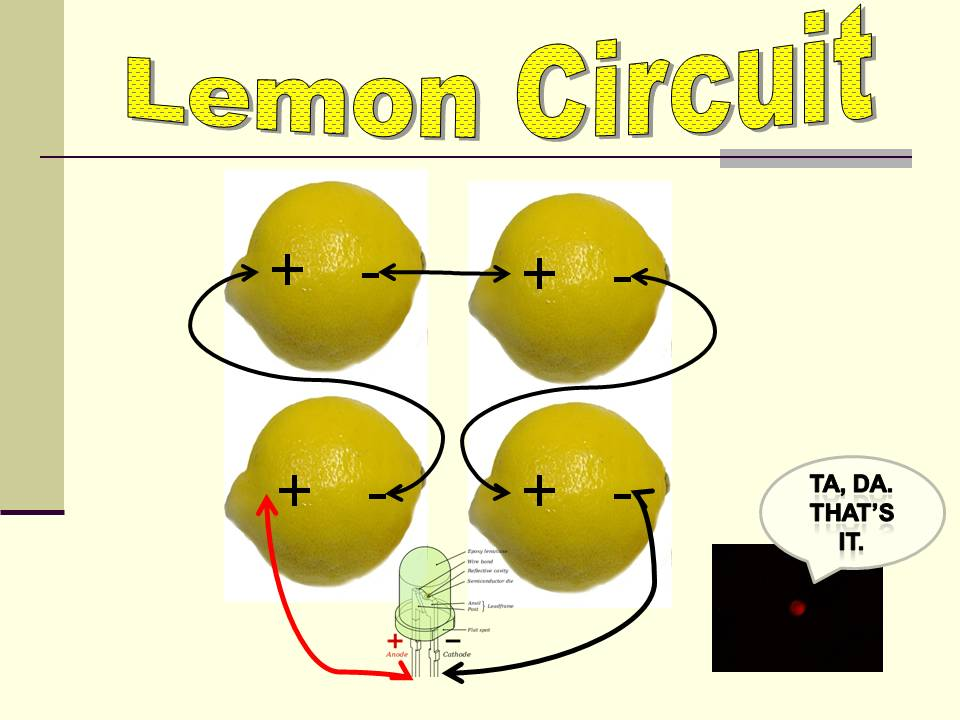
Diagram

Biobateriile sunt surse chimice de curent electric bazate pe biomateriale cum ar fi carbohidrați. Reacția de la anod poate fi oxidarea glucozei la gluconolactonă.
Biobateriile pot fi construite cu lămâi, cartofi, etc.
Sony a dezvoltat o biobaterie cu o putere electrică de 50 mW, suficientă pentru alimentarea unui MP3-player.